# Seznam etiopskih pesnikov
Seznam etiopskih pesnikov.

## C
- Gabre-Medhin Cegaje

## D
- Gebre Kristos Desta

## T
- Hama Tuma